# 加爾斯 (伯恩州)

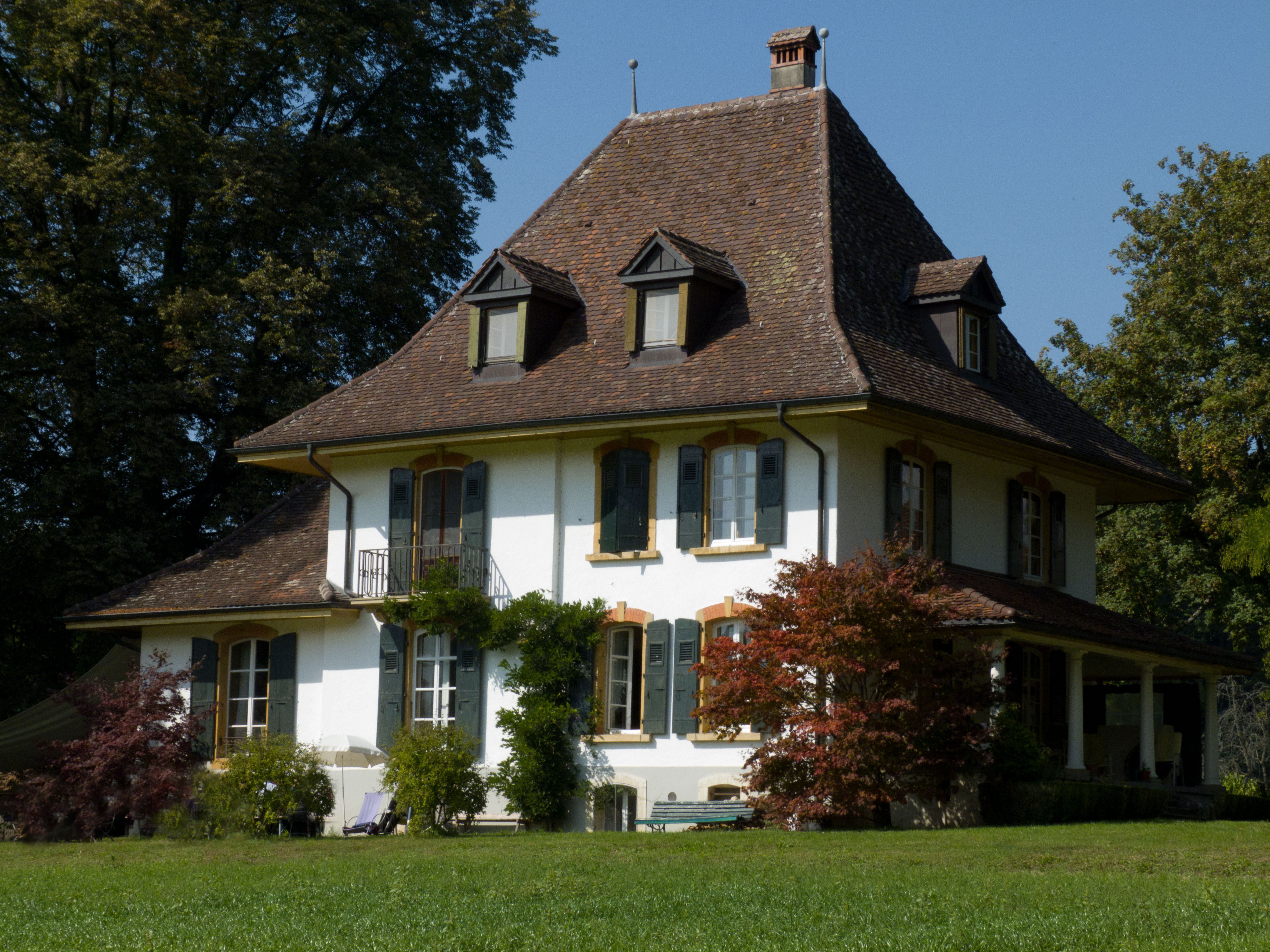

加爾斯是瑞士的城鎮，位於該國中西部，由伯恩州負責管轄，面積7.86平方公里，海拔高度445米，2011年人口725，六成人口信奉基督教，人口密度每平方公里92人。